# Mammillaria guelzowiana
Mammillaria guelzowiana är en kaktusväxtart som beskrevs av Erich Werdermann. Mammillaria guelzowiana ingår i släktet Mammillaria och familjen kaktusväxter. Inga underarter finns listade i Catalogue of Life.

## Bildgalleri

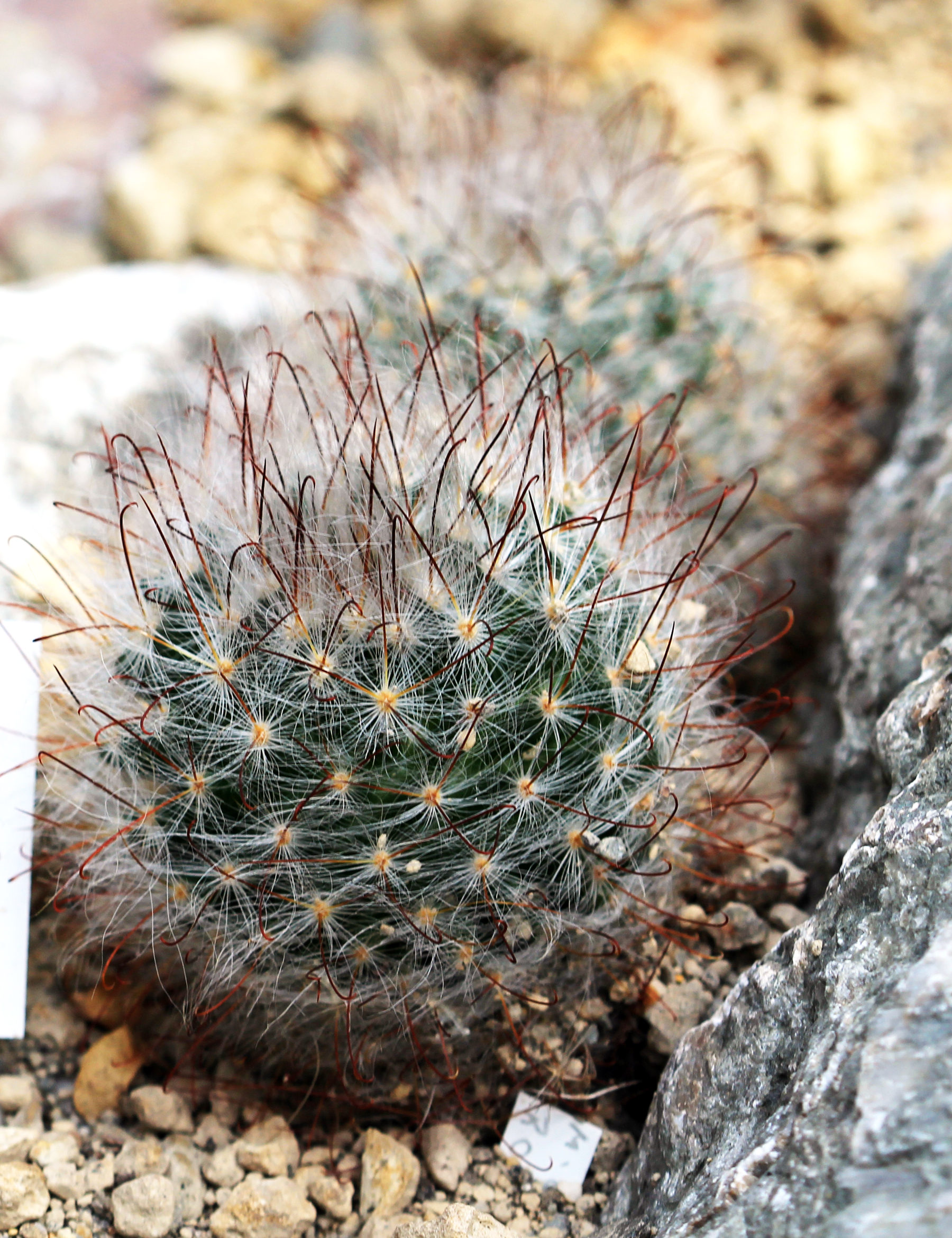
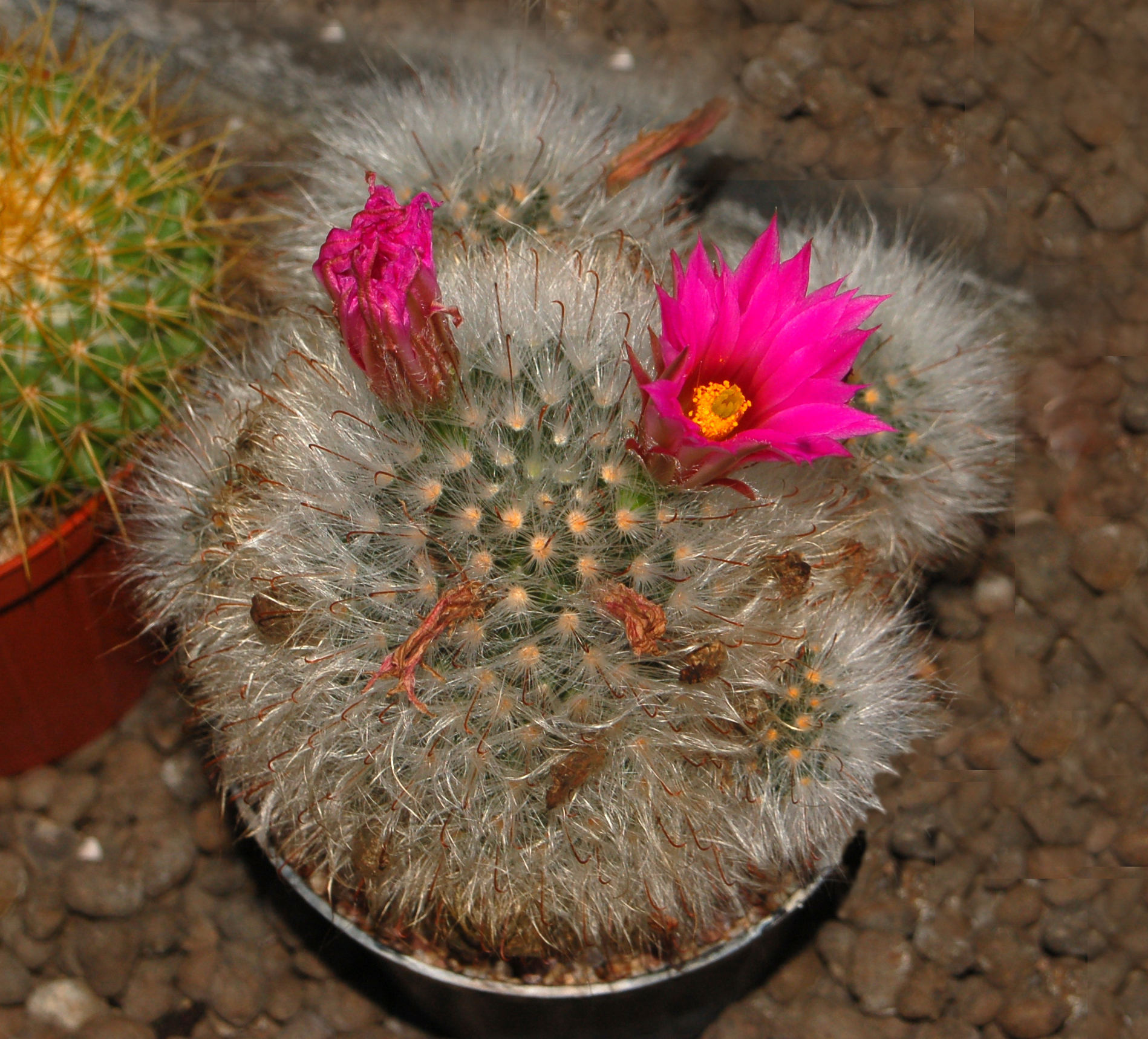